# Chimica clandestina
La chimica clandestina è una branca non ufficiale della chimica svolta in segreto e, in particolare, in laboratori illegali di droga. I laboratori più grandi sono generalmente gestiti da bande o dalla criminalità organizzata con lo scopo di produrre stupefacenti da commerciare nel mercato nero. Laboratori più piccoli sono gestiti da singoli chimici che lavorano clandestinamente per sintetizzare quantitativi minori di sostanze controllate o semplicemente per un interesse hobbistico nella chimica, spesso a causa della difficoltà di determinare la purezza di altri stupefacenti sintetizzati illegalmente e ottenuti dal mercato nero.
Il termine "laboratorio clandestino" è generalmente utilizzato in ogni situazione in cui si abbia la produzione di composti illeciti, indipendentemente dal fatto che le strutture utilizzate si qualifichino come un vero e proprio laboratorio.

## Storia
Le forme più remote di chimica clandestina riguardavano la fabbricazione di esplosivi mentre in epoca successiva si è sviluppata la produzione illegale e la distillazione di alcolici, spesso per evadere le imposte sull'alcol.
Dal 1919 al 1933 gli Stati Uniti proibirono la vendita, la fabbricazione o il trasporto di bevande alcoliche. Questo ha dato la possibilità ai distillatori clandestini già in attività di rifornire di alcolici la propria città.
Proprio come i moderni laboratori per la produzione di stupefacenti, le distillerie clandestine venivano collocate in aree rurali. Il termine moonshine in genere si riferiva al whiskey a base di mais. Oggi il whiskey di mais prodotto negli Stati Uniti può essere etichettato e venduto anche come Bourbon o Tennessee whiskey, in base allo specifico processo produttivo.

## Precursori
Le sostanze di sintesi richiedono l'utilizzo di determinate materie prime (reagenti) perché possano essere preparate, diversamente dalle altre sostanze che si presentano naturalmente in forma consumabile come la cannabis e i funghi contenenti psilocibina.
Alcuni stupefacenti, come la cocaina e la morfina, vengono estratti da fonti vegetali e raffinati con l'ausilio di prodotti chimici. Le droghe semisintetiche come l'eroina sono prodotte a partire da alcaloidi estratti da fonti vegetali che sono i precursori per un'ulteriore sintesi.
Nel caso dell'eroina, una miscela di alcaloidi viene estratta dal papavero da oppio (Papaver somniferum) incidendo la capsula seminifera, dalla quale fuoriesce un fluido lattiginoso (il lattice dell'oppio) che viene lasciato ad asciugare e successivamente raschiato via, ottenendo così l'oppio grezzo. La morfina, uno dei molti alcaloidi presenti nell'oppio, viene poi estratta attraverso un'estrazione acido-base e trasformata in eroina attraverso una reazione con anidride acetica.
Altre droghe (come la metanfetamina e l'MDMA) sono normalmente prodotte a partire da sostanze chimiche disponibili commercialmente, sebbene entrambe possano essere ottenuti anche da precursori presenti in natura. La metanfetamina può essere preparata a partire dall'efedrina, uno degli alcaloidi naturalmente presenti nell'efedra (Ephedra sinica) mentre l'MDMA può essere prodotto dal safrolo, il componente principale di diversi olî essenziali di origine vegetale, tra cui quello del sassofrasso.
I governi hanno adottato una strategia di controllo dei prodotti chimici come parte dei loro piani di controllo e repressione della produzione di sostanze stupefacenti. Il controllo dei prodotti chimici offre un mezzo per attaccare la produzione illegale di stupefacenti e interrompere il processo prima che le sostanze entrino sul mercato.
Siccome molte sostanze chimiche industriali legali come l'ammoniaca anidra e lo iodio sono necessari anche nella lavorazione e nella sintesi della maggior parte degli stupefacenti prodotti illegalmente, prevenire il dirottamento di tali sostanze chimiche dai canali legali del commercio è arduo. I governi impongono spesso restrizioni all'acquisto di grandi quantità di sostanze chimiche che possano essere utilizzate nella produzione di stupefacenti, in genere richiedendo licenze o permessi per garantire che l'acquirente ne faccia un uso legittimo.

## Fornitori di precursori
Prodotti chimici fondamentali nella produzione di cocaina, eroina e droghe sintetiche sono prodotti in molti stati di tutto il mondo. Molti produttori e fornitori esistono in Europa, Cina, India, Stati Uniti e in una serie di altri stati.
Storicamente, i precursori vengono introdotti negli stati in cui si trovano i laboratori illegali tramite acquisti legittimi da parte di società registrate e autorizzate a svolgere attività commerciali di importazione o gestione di sostanze chimiche. Una volta nello stato, le sostanze chimiche vengono dirottate verso i laboratori da parte degli stessi importatori, delle organizzazioni criminali oppure ottenuti a seguito di coercizione o furto da parte dei trafficanti di droga.
In risposta a più severi controlli internazionali, i trafficanti sono stati costretti a ottenere i prodotti chimici etichettando diversamente i contenitori, falsificando documenti, creando società di facciata, utilizzando rotte tortuose, dirottando spedizioni, corrompendo funzionari o contrabbandando i prodotti attraverso i confini internazionali.

## Applicazione dei controlli sui precursori

### Aspetti generali
La Multilateral Chemical Reporting Initiative incoraggia i governi a scambiarsi su base volontaria informazioni con lo scopo di monitorare le spedizioni internazionali di prodotti chimici. Nell'ultimo decennio, importanti organismi internazionali come la Commissione sui narcotici e la Sessione speciale dell'Assemblea generale delle Nazioni Unite (UNGASS) hanno affrontato la questione del "dirottamento" di prodotti chimici. Queste organizzazioni hanno sollevato specifiche preoccupazioni riguardo al permanganato di potassio e all'anidride acetica.
Per facilitare il flusso internazionale di informazioni sui precursori, gli Stati Uniti, attraverso i loro rapporti con la Commissione interamericana per la repressione dell’abuso degli stupefacenti (CICAD), continuano a valutare l'utilizzo dei precursori e assistono gli stati nel rafforzamento dei controlli. Molte nazioni non hanno ancora la capacità di determinare se l'importazione o esportazione di precursori sia correlata alle legittime necessità del sistema produttivo nazionale oppure sia dovuta ai laboratori clandestini. Il problema è complicato dal fatto che molte spedizioni di prodotti chimici vengono intermediate o trasportate attraverso paesi terzi in un tentativo di mascherare il loro scopo o la loro destinazione.
A partire dal luglio 2001, l'Organo internazionale per il controllo degli stupefacenti (INCB) ha desico di organizzare una conferenza internazionale con l'obiettivo di ideare un piano di azione specifico per contrastare il traffico di precursori dell'MDMA, così da contrastare il "dirottamento" di sostanze chimiche utilizzate nella produzione di stimolanti della categoria delle amfetamine, tra cui l'MDMA (ecstasy) e la metamfetamina.
Nel giugno 2015 la Commissione europea ha approvato il regolamento (UE) 2015/1013 che delinea il monitoraggio dei precursori di stupefacenti commerciati tra gli stati dell'Unione e i paesi terzi. Il regolamento stabilisce inoltre procedure uniforni per la concessione di licenze e la registrazione di operatori e utilizzatori che sono elencati in una banca dati europea che traccia i precursori di stupefacenti.
Nonostante questa lunga serie di azioni di contrasto, restrizioni nei confronti dei prodotti chimici e persino azioni militari sotto copertura, molte droghe illecite sono largamente disponibili in tutto il mondo.

### Cocaina
L'Operation Purple della DEA è una iniziativa internazionale di controllo dei prodotti chimici guidata dagli Stati Uniti, progettata per ridurre la produzione illecita di cocaina nella regione andina, identificando le imprese canaglia e i sospetti coinvolti, raccogliendo informazioni sui metodi di "dirottamento", sulle tendenze del contrabbando e le sue rotte, e intraprendento tutte le azioni amministrative o giudiziarie ritenute opportune in base ai casi. Fondamentale per il successo di questa operazione è il sistema di comunicazione che notifica le spedizioni e fornisce al governo in cui ha sede l'importatore il tempo sufficiente per verificare la legittimità della transazione, così da intraprendere azioni adeguate.
Gli effetti di questa iniziativa sono stati sensibili e di vasta portata. L'Operation Purple ha rivelato una significativa vulnerabilità dei trafficanti ed è stata estesa fino a includere quasi trenta nazioni. Secondo la DEA, l'operazione è stata molto efficace nell'interferire con la produzione di cocaina, sebbene i chimici clandestini trovino sempre nuovi metodi per eludere i controlli.
Nei paesi in cui sono stati attuati severi controlli su prodotti chimici, la produzione illegale di stupefacenti è stata gravemente compromessa. Ad esempio, alcuni dei prodotti chimici necessari per trasformare la foglia di coca in cocaina sono prodotti in Bolivia o Perù. La maggior parte viene introdotta clandestinamente negli stati vicini attraverso importanti industrie chimiche o "dirottata" da un piccolo numero di operatori legali. Una maggiore interdizione delle sostanze chimiche in questi due stati ha contribuito a rendere la cocaina lì prodotta di minore qualità e minimamente ossidata.
Come conseguenza, i chimici clandestini in Bolivia ora utilizzano sostituti dei precursori di minore qualità come il cemento in luogo della calce e il bicarbonato di sodio in luogo dell'ammoniaca, oltre a riciclare i solventi come l'etere. Alcuni carburanti come la benzina, il cherosene e il gasolio sono utilizzati al posto dei solventi. I produttori stanno tentando di ottimizzare un processo produttivo che elimini virtualmente il passaggio dell'ossidazione nella produzione della base libera della cocaina. Alcuni laboratori non utilizzano acido solforico durante la fase di macerazione e di conseguenza viene estratta dalla foglia una quantità inferiore di alcaloide della cocaina, producendo così meno cloridrato di cocaina, la forma di cocaina in polvere commercializzata per il consumo estero.

### Eroina
Analogamente, i paesi produttori di eroina dipendono dalle forniture di anidride acetica dal mercato internazionale. Secondo l'INCB, questo precursore continua a rappresentare il maggior quantitativo di sostanze chimiche sequestrate a livello internazionale. A partire da luglio 1999, si sono verificati numerosi sequestri di anidride acetica in Turchia (per un totale di quasi diciassette tonnellate) e in Turkmenistan (per un totale di settantatré tonnellate).
L'anidride acetica, nel processo produttivo dell'eroina è praticamente insostituibile. Le autorità in Uzbekistan, Turkmenistan, Kirghizistan e Kazakistan effettuano periodicamente sequestri di anidride acetica "dirottata" nell'ordine delle tonnellate.
La scarsità di anidride acetica ha portato i chimici clandestini di alcuni paesi a sostituire questo precursore con altri di qualità inferiore, come ad esempio l'acido acetico, portando alla formazione di un'eroina impura chiamata black tar (catrame nero) che contiene una miscela di stupefacenti non presenti nell'eroina prodotta con precursori puri.
L'Operazione Topaz della DEA è una strategia coordinata a livello internazionale incentrata sull'anidride acetica. In atto fin dal marzo 2001, un totale di trentuno paesi partecipano al programma. La DEA riferisce che dal giugno 2001 sono state rintracciate 125 consegne di anidride acetica per un totale di 618.902.223 chilogrammi. A partire da luglio 2001, sono state bloccate o sequestrate venti spedizioni di anidride acetica per un totale di 185.000 chilogrammi.

### Amfetamine
La pratica dei chimici clandestini di sintetizzare analoghi delle sostanze controllate e quindi di aggirare le normative sulle sostanze stupefacenti venne notata per la prima volta alla fine degli anni sessanta, poiché diverse tipologie di stupefacenti divennero sostanze controllate in molti stati. Il 27 ottobre 1970 negli Stati Uniti le amfetamine divennero sostanze controllate.

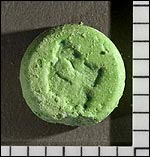
Una pastiglia impura venduta come MDMA sequestrata dalle forze di polizia negli Stati Uniti.È stato accertato che non conteneva MDMA ma una miscela di benzilpiperazina, metamfetamina e caffeina.

All'inizio degli anni novanta, l'utilizzo di metamfetamina era concentrato tra i giovani maschi bianchi della California e degli stati vicini. Da allora il suo uso si è ampliato si demograficamente che geograficamente. La metamfetamina è stata una delle sostanze stupefacenti preferite all'interno di varie popolazioni, tra cui le bande di motociclisti, i camionisti, gli operai, i soldati e i raver. Conosciuta come "droga da club", l'Istituto nazionale sull'abuso di stupefacenti statunitense ha riscontrato l'utilizzo anche in bambini fin dai dodici anni di età e che la prevalenza degli utilizzatori aumenta con l'età.
Negli anni ottanta e all'inizio degli anni novanta, la maggior parte della produzione di metamfetamina degli Stati Uniti avveniva in piccoli laboratori indipendenti. Il fenilacetone, un precursore della metamfetamina, nel 1979 venne inserito nella Schedule II delle sostanze controllate negli Stati Uniti. I chimici clandestini iniziarono a cercare metodi alternativi per produrre la metamfetamina. I due metodi principali che emersero prevedono entrambi la riduzione dell'efedrina o della pseudoefedrina a metamfetamina. All'epoca nessuna delle due sostanze era un prodotto chimico sorvegliato e pastiglie che le contenevano potevano essere comprate a migliaia senza sollevare alcun tipo di sospetto.
Negli anni novanta la DEA riscontrò che precursori importati legalmente venivano "dirottati" nella produzione di metamfetamina. Modifiche alle normative federali nel 1988 e nel corso degli anni novanta permisero alla DEA di tracciare più accuratamente l'efedrina e la pseudoefedrina. Molti singoli stati hanno promulgato leggi per il controllo dei precursori che limitano la vendita di farmaci da banco per il raffreddore che contengono efedrina o pseudoefedrina. Questo ha reso un po' più difficile per i chimici clandestini produrre metamfetamina.
Nel maggio 1995 la DEA ha interrotto l'attività di due maggiori fornitori di precursori negli Stati Uniti, sequestrando 25 tonnellate di efedrina e pseudoefedrina alla Clifton Pharmaceuticals e 500 scatole di pseudoefedrina dalla X-Pressive Looks, Inc. (XLI). L'immediato impatto sul mercato suggerisce che erano fornitori di più del 50 percento dei precursori utilizzati negli Stati Uniti per produrre metamfetamina. Tuttavia il mercato si è rapidamente ristabilito.
La situazione della metamfetamina è cambiata sempre a metà degli anni novanta quando il crimine organizzato messicano è diventato uno dei maggiori attori nella sua produzione e distribuzione, operando dei "super-laboratori" che producevano una percentuale sostanziale degli stupefacenti venduti. Secondo la DEA, il sequestro di 3,5 tonnellate di pseudoefedrina in Texas nel 1994 ha rivelato che il gruppi messicani stavano producendo metamfetamina su una scala senza precedenti. Rapporti più recenti indicano un'attività dei gruppi messicani ancora attuale.
| Anno | Sequestri | Quantità |
| ---- | --------- | -------- |
| 2004 | 23.829    | 1.659    |
| 2005 | 17.619    | 2.162    |
| 2006 | 9.177     | 1.804    |
| 2007 | 6.858     | 1.112    |
| 2008 | 8.810     | 1.519    |
| 2009 | 12.851    | 2.012    |
| 2010 | 15.196    | 2.187    |
| 2011 | 13.390    | 2.481    |
| 2012 | 11.210    | 3.898    |

Sebbene la prevalenza di laboratori domestici per la produzione di metamfetamina continui ad essere elevata negli stati occidentali, la loro diffusione si è estesa a tutti gli Stati Uniti. È stato suggerito che la produzione "fai da te" di metamfetamina nelle aree rurali rifletta un approccio al "fai da te" più ampio in quelle popolazioni che include attività legali come la caccia, la pesca e la riparazione di autoveicoli, di attrezzature e delle abitazioni. I prodotti chimici tossici derivanti dalla produzione di metamfetamina possono essere accumulati o scaricati illegalmente, danneggiando suolo, acque, flora, fauna e mettendo a richio gli esseri umani. I rifiuti dei laboratori di metamfetamina sono frequentemente scaricati su terreni di proprietà federale, pubblica o delle tribù dei nativi americani. I prodotti chimici utilizzati possono esplodere e la pratica della chimica clandestina è stata implicata in incendi sia domestici che boschivi.
In Oregon, Brett Sherry dell'Oregon Clandestine Drug Lab Cleanup Program ha affermato che solamente il 10-20% dei laboratori illegali è stato scoperto da parte della polizia. I sequestri di laboratori illegali e l'arresto dei produttori varia notevolmente da contea a contea e da stato a stato. I fattori che influenzano queste differenze sono da ricercare nel finanziamento delle forze di polizia, nella necessità di addestramento specifico, nel supporto da parte dei residenti e nella volontà di rendere prioritario questo problema.
Lo stato del Missouri, che ha registrato uno dei maggiori numeri di arresti relativi ai laboratori illegali, ha perseguito una politica di polizia aggressiva e altamente pubblicizzata, che ha portato all'apertura anche di 205 casi in un solo anno in una sola contea. Al contrario, lo stato della Virgina Occidentale tende a denunciare e perseguire pochissimi casi, probabilmente perché le leggi dello stato prevedono che l'agenzia che segnala un laboratorio illegale sia ritenuta responsabile per il pagamento della sua bonifica, che può costare decine di migliaia di dollari per un unico sito. Questo diventa un disincentivo per le agenzie con fondi limitati. Il Michigan nel 2016 ha registrato un aumento del numero di casi in seguito alla formazione nel 2015 del Midland County Methamphetamine Protocol Team. Molti dei casi riportati coinvolgevano utilizzatori di metamfetamina che producevano piccoli quantitativi con un semplice metodo "one-pot", sia per uso personale che per lo spaccio.
I dati del centro di intelligence della DEA di El Paso mostrano a partire dal 2010 una tendenza al ribasso del numero di laboratori illegali per la produzione di metamfetamina scoperti e sequestrati mentre le quantità di stupefacenti sequestrate sono in costante aumento dal 2007.

## Esplosivi
La chimica clandestina non è limitata alla produzione di stupefacenti ma anche di esplosivi e altri prodotti chimici, tra cui i veleni. Tra gli esplosivi prodotti illegalmente, la nitroglicerina e il perossido di acetone sono quelli più facili da produrre per via della facilità con cui si possono ottenere i precursori.